# Agua Nueva, Jalisco
Agua Nueva är en ort i Mexiko.   Den ligger i kommunen Arandas och delstaten Jalisco, i den centrala delen av landet, 400 km väster om huvudstaden Mexico City. Agua Nueva ligger 1 967 meter över havet och antalet invånare är 107.
Terrängen runt Agua Nueva är platt åt nordost, men åt sydväst är den kuperad. Terrängen runt Agua Nueva sluttar söderut. Runt Agua Nueva är det ganska tätbefolkat, med 72 invånare per kvadratkilometer. Närmaste större samhälle är Arandas, 11,3 km öster om Agua Nueva. I omgivningarna runt Agua Nueva växer huvudsakligen savannskog.